# Manfred Harnischfeger
Manfred Harnischfeger (* 27. Juli 1944 in Lorsch; † 22. November 2015 in Bad Godesberg, Bonn) war ein deutscher Journalist und Öffentlichkeitsarbeiter.

## Leben
Nach einer journalistischen Ausbildung bei der Fuldaer Zeitung arbeitete Harnischfeger ab 1965 für die Allgemeine Zeitung (Mainz). 1968 wurde er Pressereferent der CDU-Landesgeschäftsstelle in Frankfurt am Main und wenig später Pressesprecher der CDU-Fraktion im Hessischen Landtag. 1972 wechselte er in die Wirtschaft als Leiter der Bertelsmann-Pressestelle in Gütersloh, wo er ab 1974 Gesamtleiter der Presse- und Öffentlichkeitsarbeit wurde. In seine Amtszeit fielen der Aufbau der Bertelsmann Stiftung, die Gründung der heutigen Stiftung Lesen und die Rekonstruktion der Berliner Bertelsmann-Repräsentanz Unter den Linden 1.
Nach drei Jahrzehnten verließ Harnischfeger Bertelsmann und verantwortete von 2003 bis 2009 die globale Kommunikation des Deutsche-Post-World-Net-Konzerns. Von 2010 bis 2012 war er kommissarischer Direktor des Beethoven-Hauses Bonn.
Harnischfeger war auch als Professor am Institut für Kultur- und Medienmanagement der Hochschule für Musik und Theater Hamburg sowie als freier Publizist und Kommunikationsberater tätig.